# Acrobasis texana
Acrobasis texana is een vlinder uit de familie van de snuitmotten (Pyralidae). De wetenschappelijke naam van de soort is voor het eerst geldig gepubliceerd in 1986 door Neunzig.